# 2019년 대한민국의 영화 목록
다음은 2019년에 개봉됐던 대한민국의 영화 목록이다.

## 개봉작
일자가 색으로 칠해져 있는 영화는 개봉된 영화를 의미한다. 개봉일은 대한민국 기준.

### 상반기
| 개봉일 | 개봉일                       | 제목                                         | 제작/배급                                                     | 출연/제작진                                             | 장르           |
| ------ | ---------------------------- | -------------------------------------------- | ------------------------------------------------------------- | ------------------------------------------------------- | -------------- |
| 1 월   | 1일                          | 〈언니〉                                     | (주)제이앤씨미디어그룹 , TCO(주)더콘텐츠온                    | 감독 임경택 출연 이시영, 박세완, 이준혁, 최진호         | 액션           |
| 1 월   | 9일                          | 〈내안의 그놈〉                              | (주)메리크리스마스                                            | 감독 강효진 출연 박성웅, 진영, 라미란                   | 코미디, 판타지 |
| 1 월   | 9일                          | 〈말모이〉                                   | 롯데 엔터테인먼트                                             | 감독 엄유나 출연 유해진, 윤계상                         | 드라마         |
| 1 월   | 16일                         | 〈그대 이름은 장미〉                         | (주)리틀빅픽쳐스                                              | 감독 조석현 출연 유호정, 박성웅, 오정세, 채수빈, 하연수 | 코미디         |
| 1 월   | 16일                         | 〈언더독〉                                   | (주)NEW                                                       | 감독 오성윤, 이춘백 출연 도경수, 박소담, 박철민         | 애니메이션     |
| 1 월   | 17일                         | 〈메이트〉                                   | 한국영화아카데미                                              | 감독 정대건 출연 심희섭, 정혜성                         | 멜로, 로맨스   |
| 1 월   | 23일                         | 〈극한직업〉                                 | CJ 엔터테인먼트                                               | 감독 이병헌 출연 류승룡, 이하늬, 진선규, 이동휘, 공명   | 코미디         |
| 1 월   | 30일                         | 〈뺑반〉                                     | 쇼박스                                                        | 감독 한준희 출연 공효진, 류준열, 조정석                 | 범죄,액션      |
| 2 월   |                              |                                              |                                                               |                                                         |                |
| 5일    | 〈시인 할매〉                | 스톰픽쳐스코리아                             | 감독 이종은 출연 김막동, 김점순, 박점례, 안기임               | 다큐멘터리                                              |                |
| 13일   | 〈증인〉                     | 롯데엔터테인먼트                             | 감독 이한 출연 정우성, 김향기                                 | 드라마, 법률                                            |                |
| 13일   | 〈기묘한 가족〉              | 메가박스중앙플러스엠                         | 감독 이민재 출연 정재영, 김남길, 엄지원, 이수경, 정가람       | 코미디                                                  |                |
| 20일   | 〈사바하〉                   | (주) CJ E&M                                  | 감독 장재현 출연 이정재, 박정민, 이재인                       | 미스터리, 스릴러                                        |                |
| 27일   | 〈항거: 유관순 이야기〉      | 롯데엔터테인먼트                             | 감독 조민호 출연 고아성, 김새벽, 김예은, 정하담, 류경수       | 드라마                                                  |                |
| 27일   | 〈자전차왕 엄복동〉          | (주)셀트리온엔터테인먼트                     | 감독 김유성 출연 정지훈, 강소라, 이범수                       | 드라마                                                  |                |
| 27일   | 〈어쩌다, 결혼〉             | CGV 아트하우스                               | 감독 박호찬, 박수진 출연 김동욱, 고성희, 황보라, 김의성       | 멜로, 로맨스, 코미디                                    |                |
| 27일   | 〈칠곡 가시나들〉            | 단유필름                                     | 감독 김재환 출연 칠곡 할머니들                                | 다큐멘터리                                              |                |
| 27일   | 〈포항〉                     | CL2D Film CL2D Film                          | 감독 모현신 출연 고관재, 홍서백, 최현아                       | 드라마                                                  |                |
| 3 월   |                              |                                              |                                                               |                                                         |                |
| 7일    | 〈내가 사는 세상〉           | ㈜인디스토리                                 | 감독 최창환 출연 곽민규, 김시은                               | 드라마                                                  |                |
| 14일   | 〈1919 유관순〉              | 유관순문화산업전문유한회사                   | 감독 신상민 출연 이새봄, 김나니, 박자희, 양윤희, 장세아       | 다큐멘터리                                              |                |
| 14일   | 〈질투의 역사〉              | (주)와이드 릴리즈, (주)스톰픽쳐스코리아      | 감독 정인봉 출연 남규리, 오지호, 장소연, 김승현               | 멜로,로맨스,드라마                                      |                |
| 14일   | 〈히치하이크〉               | 무브먼트                                     | 감독 정희재 출연 노정의, 박희순, 김고은, 김학선               | 가족                                                    |                |
| 20일   | 〈돈〉                       | 쇼박스                                       | 감독 박누리 출연 류준열, 유지태, 조우진                       | 범죄                                                    |                |
| 20일   | 〈우상〉                     | CGV 아트하우스                               | 감독 이수진 출연 한석규, 설경구, 천우희                       | 스릴러                                                  |                |
| 20일   | 〈악질경찰〉                 | (주)워너브라더스 코리아                      | 감독 이정범 출연 이선균, 전소니, 박해준, 송영창, 박병은       | 범죄, 드라마                                            |                |
| 27일   | 〈썬키스 패밀리〉            | 영화사두동                                   | 감독 김지혜 출연 박희순, 진경, 황우슬혜, 장성범, 윤보라       | 가족, 코미디, 멜로                                      |                |
| 27일   | 〈선희와 슬기〉              | (주)리틀빅픽쳐스                             | 감독 박영주 출연 정다은, 박수연, 정유연, 전국향               | 드라마                                                  |                |
| 27일   | 〈강변호텔〉                 | 영화제작전원사, 콘텐츠판다, 무브먼트         | 감독 홍상수 출연 기주봉, 김민희                               | 드라마                                                  |                |
| 27일   | 〈방문객〉                   | 더 필름클래식 프로덕션                       | 감독 박영철 출연 정호, 송경의, 박기륭                         | 미스터리, 판타지, 드라마                                |                |
| 4 월   |                              |                                              |                                                               |                                                         |                |
| 3일    | 〈생일〉                     | 넥스트 엔터테인먼트 월드                     | 감독 이종언 출연 설경구, 전도연, 김보민                       | 드라마                                                  |                |
| 3일    | 〈로망〉                     | (주)메리크리스마스                           | 감독 이창근 출연 이순재, 정영숙, 조한철, 배해선, 이예원       | 멜로, 로맨스                                            |                |
| 4일    | 〈막다른 골목의 추억〉       | (주)트리플픽쳐스                             | 감독 최현영 출연 최수영, 타나카 슌스케                        | 멜로, 로맨스                                            |                |
| 4일    | 〈한강에게〉                 | (주)인디스토리                               | 감독 박근영 출연 강진아, 강길우, 한기윤, 전고운, 이요섭       | 멜로, 로맨스                                            |                |
| 4일    | 〈오늘도 평화로운〉          | (주)영화사 그램                              | 감독 백승기 출연 손이용                                       | 액션, 코미디                                            |                |
| 4일    | 〈파도치는 땅〉              | 아이 엠                                      | 감독 임태규 출연 박정학                                       | 드라마                                                  |                |
| 4일    | 〈예수보다 낯선〉            | (주)미로스페이스                             | 감독 여균동 출연 조복래, 여균동                               | 코미디                                                  |                |
| 11일   | 〈미성년〉                   | 쇼박스                                       | 감독 김윤석 출연 염정아, 김소진, 김혜준, 박세진, 김윤석       | 드라마                                                  |                |
| 17일   | 〈왓칭〉                     | (주)리틀빅픽쳐스                             | 감독 김성기 출연 강예원, 이학주, 주석태, 임지현               | 공포, 스릴러                                            |                |
| 17일   | 〈다시, 봄〉                 | (주)스마일이엔티                             | 감독 정용주 출연 이청아, 홍종현                               | 드라마                                                  |                |
| 18일   | 〈뷰티풀 마인드〉            | 롯데엔터테인먼트                             | 감독 류장하, 손미 출연 심환, 허지연, 김건호, 김민주, 김수진   | 다큐멘터리                                              |                |
| 18일   | 〈크게 될 놈〉               | (주)영화사오원                               | 감독 김지은 출연 김해숙, 손호준                               | 드라마                                                  |                |
| 18일   | 〈노무현과 바보들〉          | 오키넷 , (주)라이크 콘텐츠                   | 감독 김재희 출연 노무현                                       | 다큐멘터리                                              |                |
| 5 월   |                              |                                              |                                                               |                                                         |                |
| 1일    | 〈나의 특별한 형제〉         | 넥스트 엔터테인먼트 월드                     | 감독 육상효 출연 신하균, 이광수, 이솜                         | 드라마, 코미디                                          |                |
| 9일    | 〈걸캅스〉                   | CJ ENM 영화사업부문                          | 감독 정다원 출연 라미란, 이성경, 윤상현, 최수영               | 코미디, 드라마                                          |                |
| 15일   | 〈배심원들〉                 | CGV 아트하우스                               | 감독 홍승완 출연 문소리, 박형식                               | 법률, 시대                                              |                |
| 15일   | 〈악인전〉                   | (주)에이스메이커무비웍스, (주)키위미디어그룹 | 감독 이원태 출연 마동석, 김무열, 김성규                       | 범죄, 액션                                              |                |
| 22일   | 〈어린 의뢰인〉              | 롯데엔터테인먼트                             | 감독 장규성 출연 이동휘, 유선, 최명빈, 이주원                 | 드라마                                                  |                |
| 23일   | 〈김군〉                     | 영화사 풀                                    | 감독 강상우 출연 김군, 주옥, 양동남, 지만원, 이창성           | 다큐멘터리                                              |                |
| 29일   | 〈보희와 녹양〉              | KT&G 상상마당                                | 감독 안주영 출연 안지호, 김주아, 서현우, 신동미               | 드라마                                                  |                |
| 29일   | 〈0.0MHz〉                   | (주)스마일이엔티                             | 감독 유선동 출연 정은지, 이성열, 최윤영, 신주환, 정원창       | 공포                                                    |                |
| 30일   | 〈기생충〉                   | CJ ENM 영화사업부문                          | 감독 봉준호 출연 송강호, 이선균, 조여정, 최우식, 박소담       | 드라마                                                  |                |
| 30일   | 〈소은이의 무릎〉            | (주)영화사 그램                              | 감독 장규성 출연 박세은, 박아인, 박성우, 박수연               | 드라마                                                  |                |
| 30일   | 〈옹알스〉                   | (주)리틀빅픽쳐스                             | 감독 차인표, 전혜림 출연 조수원, 채경선, 조준우, 최기섭, 하박 | 드라마                                                  |                |
| 6 월   |                              |                                              |                                                               |                                                         |                |
| 19일   | 〈롱 리브 더 킹: 목포 영웅〉 | 메가박스중앙플러스엠, (주)콘텐츠 난다긴다    | 감독 강윤성 출연 김래원, 원진아, 진선규, 최귀화, 최무성       | 액션, 드라마                                            |                |
| 20일   | 〈에움길〉                   | (주)영화사 그램                              | 감독 이승현 출연 이옥선, 이용수, 김순덕, 김군자, 강일출       | 다큐멘터리                                              |                |
| 26일   | 〈비스트〉                   | 넥스트 엔터테인먼트 월드                     | 감독 이정호 출연 이성민, 유재명, 전혜진, 최다니엘             | 범죄, 액션                                              |                |

### 하반기
| 개봉일 | 개봉일                    | 제목                                | 제작/배급                                                       | 제작진                                                                  | 장르                       |
| ------ | ------------------------- | ----------------------------------- | --------------------------------------------------------------- | ----------------------------------------------------------------------- | -------------------------- |
| 7 월   | 3일                       | 〈귀신의 향기〉                     | (주)스튜디오후크                                                | 감독 이준학 출연 이엘, 강경준                                           | 공포, 멜로, 로맨스, 코미디 |
| 7 월   | 4일                       | 〈한낮의 피크닉〉                   | 서울독립영화제                                                  | 감독 김동완, 김한라, 임오정 출연 권해효, 김금순, 곽민규, 윤혜리, 류경수 | 드라마                     |
| 7 월   | 4일                       | 〈별의 정원〉                       | 예지림엔터테인먼트                                              | 감독 원종식 출연 김연우, 신용우, 전태열, 배수빈, 김새해                 | 애니메이션, 판타지         |
| 7 월   | 10일                      | 〈기방도령〉                        | 판씨네마(주)                                                    | 감독 남대중 출연 준호, 정소민, 최귀화, 예지원, 공명                     | 코미디, 사극               |
| 7 월   | 10일                      | 〈진범〉                            | (주)리틀빅픽쳐스                                                | 감독 고정욱 출연 송새벽, 유선, 장혁진, 오민석                           | 스릴러                     |
| 7 월   | 11일                      | 〈난폭한 기록〉                     | 케이티하이텔(주)                                                | 감독 하원준 출연 정두홍, 류덕환                                         | 범죄, 액션                 |
| 7 월   | 24일                      | 〈나랏말싸미〉                      | 메가박스중앙플러스엠                                            | 감독 조철현 출연 송강호, 박해일, 전미선                                 | 사극                       |
| 7 월   | 25일                      | 〈굿바이 썸머〉                     | (주)인디스토리                                                  | 감독 박주영 출연 정제원, 김보라                                         | 드라마, 멜로, 로맨스       |
| 7 월   | 31일                      | 〈사자〉                            | 롯데 엔터테인먼트                                               | 감독 김주한 출연 박서준, 안성기, 우도환                                 | 공포, 액션                 |
| 7 월   | 31일                      | 〈엑시트〉                          | (주)CJ ENM                                                      | 감독 이상근 출연 조정석, 윤아                                           | 코미디, 액션               |
| 8 월   |                           |                                     |                                                                 |                                                                         |                            |
| 7일    | 〈봉오동 전투〉           | 쇼박스                              | 감독 원신연 출연 유해진, 류준열, 조우진                         | 사극, 액션, 드라마                                                      |                            |
| 8일    | 〈김복동〉                | (주)엣나인필름                      | 감독 송원근 출연 김복동, 한지민                                 | 다큐멘터리                                                              |                            |
| 8일    | 〈앨리스 죽이기〉         | 반달                                | 감독 김상규 출연 신은미, 정태일, 황선, 오세현                   | 다큐멘터리                                                              |                            |
| 8일    | 〈려행〉                  | (주)인디플러그                      | 감독 임흥순 출연 강유진, 김경주, 김광옥, 김미경, 김복주         | 다큐멘터리                                                              |                            |
| 8일    | 〈깡패들〉                | (주)영화사 사계절                   | 감독 소재현 출연 박두식, 임이지                                 | 액션                                                                    |                            |
| 15일   | 〈암전〉                  | TCO(주)더콘텐츠온                   | 감독 김진원 출연 서예지, 진선규                                 | 미스터리, 공포                                                          |                            |
| 15일   | 〈밤의 문이 열린다〉      | 무브먼트, 영화배급협동조합 씨네소파 | 감독 유은정 출연 한해인, 전소니, 감소현, 이승찬, 홍승이         | 판타지, 드라마                                                          |                            |
| 21일   | 〈변신〉                  | (주)에이스메이커무비웍스            | 감독 김홍선 출연 배성우, 성동일, 장영남, 김혜준, 조이현         | 공포, 스릴러                                                            |                            |
| 21일   | 〈광대들: 풍문조작단〉    | 워너브러더스 코리아(주)             | 감독 김주호 출연 조진웅, 손현주, 박희순, 고창석                 | 사극                                                                    |                            |
| 22일   | 〈나만 없어 고양이〉      | (주)트리플픽쳐스                    | 감독 복운석, 신혜진 출연 김소희, 허정도, 권수정, 김기천, 김희철 | 가족, 판타지, 드라마                                                    |                            |
| 22일   | 〈우리집〉                | 롯데컬처웍스(주)롯데엔터테인먼트    | 감독 윤가은 출연 김나연, 김시아, 주예림, 안지호                 | 드라마, 가족                                                            |                            |
| 28일   | 〈유열의 음악앨범〉       | CGV 아트하우스                      | 감독 정지우 출연 김고은, 정해인                                 | 멜로, 로맨스, 드라마                                                    |                            |
| 29일   | 〈벌새〉                  | (주)엣나인필름, (주)콘텐츠판다      | 감독 김보라 출연 박지후, 김새벽                                 | 드라마                                                                  |                            |
| 9 월   |                           |                                     |                                                                 |                                                                         |                            |
| 1일    | 〈갈까부다〉              | 주식회사 씨엠닉스                   | 감독 고봉수 출연 최은비, 고봉수                                 | 다큐멘터리, 가족, 멜로/로맨스                                           |                            |
| 5일    | 〈동물, 원〉              | (주)시네마달                        | 감독 왕민철 출연 김정호, 전은구, 장상기                         | 다큐멘터리                                                              |                            |
| 11일   | 〈타짜: 원 아이드 잭〉    | 롯데 엔터테인먼트                   | 감독 권오광 출연 박정민, 류승범, 최유화                         | 범죄, 드라마                                                            |                            |
| 11일   | 〈나쁜 녀석들: 더 무비〉  | CJ ENM                              | 감독 손용호 출연 마동석, 김상중, 김아중, 장기용                 | 범죄, 액션                                                              |                            |
| 11일   | 〈힘을 내요, 미스터 리〉  | 넥스트 엔터테인먼트 월드            | 감독 이계벽 출연 차승원, 엄채영, 박해준                         | 코미디, 드라마                                                          |                            |
| 25일   | 〈양자물리학〉            | (주)메리크리스마스                  | 감독 이성태 출연 박해수, 서예지, 김상호, 김응수, 변희봉         | 범죄                                                                    |                            |
| 25일   | 〈장사리: 잊혀진 영웅들〉 | 워너브러더스 코리아(주)             | 감독 곽경택, 김태훈 출연 김명민, 최민호, 김성철, 김인권, 곽시양 | 전쟁, 드라마                                                            |                            |
| 26일   | 〈아워 바디〉             | (주)영화사 진진                     | 감독 한가람 출연 최희서, 안지혜, 이재인, 김정영                 | 드라마                                                                  |                            |
| 26일   | 〈메기〉                  | 엣나인필름, CGV 아트하우스          | 감독 이옥섭 출연 이주영, 문소리, 구교환                         | 미스터리, 코미디                                                        |                            |
| 26일   | 〈애월〉                  | (주)드림팩트엔터테인먼트            | 감독 박철우 출연 이천희, 김혜나                                 | 멜로, 로맨스, 드라마                                                    |                            |
| 10 월  | 2일                       | 〈가장 보통의 연애〉                | 넥스트 엔터테인먼트 월드                                        | 감독 김한결 출연 김래원, 공효진                                         | 멜로, 로맨스, 코미디       |
| 10 월  | 2일                       | 〈퍼펙트맨〉                        | 쇼박스                                                          | 감독 용수 출연 설경구, 조진웅                                           | 드라마, 코미디             |
| 10 월  | 3일                       | 〈계절과 계절 사이〉                | (주)마노엔터테인먼트                                            | 감독 김준식 출연 이영진, 김영민, 오하늬, 윤혜리                         | 드라마, 멜로, 로맨스       |
| 10 월  | 9일                       | 〈수상한 이웃〉                     | (주)스톰픽쳐스코리아, 와이드 릴리즈(주)                         | 감독 이상훈 출연 오지호, 오광록, 손다솜, 강희, 영민                     | 코미디                     |
| 10 월  | 9일                       | 〈판소리 복서〉                     | CGV 아트하우스                                                  | 감독 정혁기 출연 엄태구, 이혜리, 김희원                                 | 코미디, 드라마             |
| 10 월  | 10일                      | 〈열두 번째 용의자〉                | ㈜인디스토리                                                    | 감독 고명성 출연 김상경, 허성태, 박선영, 김동영, 정지순                 | 미스터리, 스릴러           |
| 10 월  | 16일                      | 〈버티고〉                          | (주)트리플픽쳐스                                                | 감독 전계수 출연 천우희, 유태오, 정재광                                 | 드라마, 멜로, 로맨스       |
| 10 월  | 17일                      | 〈두번할까요〉                      | (주)리틀빅픽쳐스                                                | 감독 박웅집 출연 권상우, 이정현, 이종혁                                 | 멜로, 로맨스, 코미디       |
| 10 월  | 17일                      | 〈오늘도 위위〉                     | (주)영화사오원                                                  | 감독 박범준 출연 선우선, 심형탁                                         | 드라마                     |
| 10 월  | 17일                      | 〈재혼의 기술〉                     | 하준사                                                          | 감독 조성규 출연 임원희, 김강현, 박해빛나                               | 멜로, 로맨스, 코미디       |
| 10 월  | 23일                      | 〈82년생 김지영〉                   | 롯데컬처웍스(주)롯데엔터테인먼트                                | 감독 김도영 출연 정유미, 공유                                           | 드라마                     |
| 10 월  | 30일                      | 〈니나 내나〉                       | (주)리틀빅픽쳐스                                                | 감독 이동은 출연 장혜진, 태인호, 이가섭, 김진영                         | 드라마                     |
| 11 월  | 7일                       | 〈신의 한 수: 귀수편〉              | (주)CJ ENM                                                      | 감독 리건 출연 권상우, 김희원, 김성균, 허성태, 우도환                   | 범죄, 액션                 |
| 11 월  | 13일                      | 〈블랙머니〉                        | (주)에이스메이커무비웍스                                        | 감독 정지영 출연 조진웅, 이하늬                                         | 범죄, 드라마               |
| 11 월  | 14일                      | 〈윤희에게〉                        | (주)리틀빅픽쳐스                                                | 감독 임대형 출연 김희애, 나카무라 유코, 김소혜, 성유빈                  | 드라마, 멜로, 로맨스       |
| 11 월  | 14일                      | 〈영하의 바람〉                     | 영화사 진진                                                     | 감독 김유리 출연 권한솔, 옥수분, 신동미, 박종환                         | 드라마                     |
| 11 월  | 21일                      | 〈얼굴없는 보스〉                   | (주)좋은 하늘                                                   | 감독 송창용 출연 천정명, 진이한, 이하율, 곽희성, 이시아                 | 액션, 드라마               |
| 11 월  | 27일                      | 〈나를 찾아줘〉                     | 위너브라더스 코리아(주)                                         | 감독 김승우 출연 이영애, 유재명, 이원근, 박해준                         | 드라마                     |
| 11 월  | 27일                      | 〈카센타〉                          | 트리플픽쳐스                                                    | 감독 하윤재 출연 박용우, 조은지                                         | 범죄, 코미디               |
| 11 월  | 28일                      | 〈집 이야기〉                       | CGV 아트하우스                                                  | 감독 박제범 출연 이유영, 강신일                                         | 드라마                     |
| 12 월  | 4일                       | 〈감쪽같은 그녀〉                   | 메가박스중앙플러스엠                                            | 감독 허인무 출연 나문희, 김수안                                         | 드라마                     |
| 12 월  | 4일                       | 〈너의 여자친구〉                   | (주)스톰픽쳐스코리아, 와이드 릴리즈(주)                         | 감독 이장희 출연 이엘리야, 지일주, 허정민, 김기두, 이진이               | 코미디, 멜로, 로맨스       |
| 12 월  | 12일                      | 〈속물들〉                          | (주)삼백상회 300 & Co.                                          | 감독 신아가, 이상철 출연 유다인, 심희섭, 송재림                         | 블랙코미디                 |
| 12 월  | 18일                      | 〈시동〉                            | 넥스트 엔터테인먼트 월드                                        | 감독 최정열 출연 마동석, 박정민, 정해인, 염정아                         | 드라마                     |
| 12 월  | 19일                      | 〈백두산〉                          | (주)CJ ENM                                                      | 감독 이해준, 김병서 출연 이병헌, 하정우, 마동석, 전혜진, 배수지         | 어드벤처, 드라마           |
| 12 월  | 26일                      | 〈천문: 하늘에 묻는다〉             | 롯데엔터테인먼트                                                | 감독 허진호 출연 최민식, 한석규                                         | 사극                       |

## 참고 자료
- KOFIC 영화데이터베이스

## 같이 보기
- 2019년 대한민국의 영화